# 2021 RR205
2021 RR205 est un sednoïde (transneptunien-extrème), car son périhélie est supérieur à 50 UA, découvert le 5 septembre 2021, mais qui a pu être observé sur des photos remontant à 2017.